# USS LST-74
O USS LST-74 foi um navio de guerra norte-americano da classe LST que operou durante a Segunda Guerra Mundial.